# سنجاب آفتاب پاقرمز
سنجاب آفتاب پاقرمز (نام علمی: Heliosciurus rufobrachium) نام یک گونه از سرده سنجاب آفتاب است.